# Сен-Мар (Приморская Шаранта)
Сен-Мар (фр. Saint-Mard) — коммуна во Франции, находится в регионе Пуату — Шаранта. Департамент коммуны — Приморская Шаранта. Входит в состав кантона Сюржер. Округ коммуны — Рошфор.
Код INSEE коммуны — 17359.

## Население
Население коммуны на 2010 год составляло 1066 человек.
| 1962 | 1968 | 1975 | 1982 | 1990 | 1999 | 2006 | 2007 | 2008 | 2009 | 2010 | 2011 | 2012 | 2013 | 2014 | 2015 |
| ---- | ---- | ---- | ---- | ---- | ---- | ---- | ---- | ---- | ---- | ---- | ---- | ---- | ---- | ---- | ---- |
| 948  | 948  | 914  | 935  | 865  | 868  | 962  | 975  | 1001 | 1025 | 1066 | 1107 | 1148 | 1173 | 1215 | 1209 |